# Krzysztof Franciszek Sapieha
Krzysztof Franciszek Sapieha herbu Lis (ur. 2 lutego 1623 roku, zm. 5 września 1665 roku) – krajczy wielki litewski w 1661 roku, stolnik litewski w 1659 roku, podstoli litewski w 1658 roku, starosta oszmiański w 1662 roku, pułkownik królewski.
Był synem Fryderyka, podkomorzego włodzimierskiego, bratem Jana Fryderyka, Tomasza Kazimierza i Aleksandra Kazimierza. Ojcem Władysława Jozafata.
Uczył się w Kolegium Nowodworskiego w Krakowie. W 1638 rozpoczął studia na Akademii Krakowskiej, po czym kontynuował studia w Bolonii (1641).
Po powrocie do kraju został dworzaninem Władysława IV, a po jego śmierci Jana Kazimierza. Brał udział w bitwie nad Żółtymi Wodami, gdzie prawdopodobnie dostał się do niewoli. Brał udział w poselstwie Adama Kisiela do Chmielnickiego. Brał udział w bitwie pod Piławcami. W roku 1649 przebywał ze swoją rotą kozacką pod Zborowem. W 1651 uczestniczył w bitwie pod Beresteczkiem i Białą Cerkwią. W 1652 nie zdążył na pole bitwy pod Batohem, co ocaliło jego chorągiew. W 1653 pod rozkazami Czarnieckiego uczestniczył w walkach z siłami Iwana Bohuna. W styczniu 1654 w walkach granicznych wpadł do niewoli tureckiej, z której wykupił się w październiku 1654.
Jesienią 1655 walczył z wojskami rosyjskimi, biorąc udział m.in. w obronie Brześcia Litewskiego i zakończonej porażką bitwie pod Wierzchowiczami. Trudno powiedzieć, czy prawdziwe są zapisy zarówno o przyjęciu przez Krzysztofa Franciszka protekcji szwedzkiej w październiku 1655, jak i o jego udziału w obradach konfederacji tyszowieckiej w grudniu 1655. Na pewno w lutym 1656 został wysłany przez hetmana Sapiehę do zaatakowania Tykocina. Ze względu na przeważające siły idącego na odsiecz Bogusława Radziwiłła wycofał się, tracąc straż tylną. Brał udział w rozgromieniu wojsk Bogusława Radziwiłła w bitwie pod Janowem. Wraz z wojskami hetmana Sapiehy blokował wojska Karola Gustawa w widłach Wisły i Sanu, zdobywał Lublin (9–12 kwietnia) i Warszawę (28–30 lipca). Podczas kampanii 1657 przeciwko Jerzemu Rakoczemu przez kilka miesięcy dowodził całą armią litewską.
W marcu 1658 dostał za zasługi podstolstwo litewskie, a także starostwo i leśnictwo bielskie w dzierżawę na trzy lata. Na sejmie 1658 bronił interesów wojska litewskiego, wśród którego miał ogromne poparcie. Jesienią 1658 brał udział w wyprawie na Moskwę. 4 stycznia 1659 otrzymał pełne stolnikostwo litewskie.
Poseł sejmiku brzeskolitewskiego na sejm nadzwyczajny 1658 roku i sejm nadzwyczajny 1662 roku. Poseł sejmiku łuckiego na sejm nadzwyczajny 1658 roku i sejm nadzwyczajny 1662 roku. Poseł sejmiku oszmiańskiego na sejm zwyczajny 1664/1665 roku, poseł sejmiku słonimskiego na sejm nadzwyczajny 1665 roku.
W 1660 ponownie walczy z Rosjanami, biorąc udział w zwycięskiej bitwie pod Połonką. Wysłany przez hetmana Sapiehę za uciekającym Iwanem Andrzejewiczem Chowańskim, którego wojska udało mu się rozbić 31 października. W grudniu 1660 został wysłany jako poseł do króla w celu wypłaty zaległego żołdu i przekazania wojsku dóbr po zmarłym Januszu Radziwille. Przy królu przebywał w styczniu 1661, lecz swego celu nie udało mu się osiągnąć.
22 lipca 1661 otrzymał urząd krajczego wielkiego litewskiego. Na sejmie 1662 roku wyznaczony z Koła Poselskiego komisarzem do zapłaty wojsku Wielkiego Księstwa Litewskiego.
Brał udział w wojnie z Moskwą roku 1661, m.in. w oblężeniu Kowna w grudniu 1661.
W 1662 posłował na sejm, biorąc udział w pracach komisji skarbowej w Wilnie. W 1663 starał się o buławę polną, jednak stosunki pomiędzy Janem Kazimierzem a Pawłem Sapiehą stawały się coraz bardziej napięte, co spowodowało brak poparcia królewskiego dla oddania obu buław litewskich w ręce rodu Sapiehów. Posłował na sejmy 1664 i 1665.
Pochowany został w Wisznicach.